# Аполо 3
Аполо 3 (или SA-202, AS-202) е третото изстрелване на ракетата Сатурн IB от американската програма Аполо, извършен на 25 август 1966 г. Ракетата е изстреляна в 17 часа 15 минути UTC от космодрума Кейп Канаверъл, площадка 34.

## Цели
Първоначално се предвиждало това да е вторият полет на ракетата „Сатурн IB“, но поради забавяне на подготовката на космическия кораб е решено да се размести реда на мисиите. Полетът е повторение на мисия AS-201, но с някои разлики. Корабът трябва да се издигне на по-голяма височина, да се направят четири пуска на двигателите на сервизния модул в безтегловност, а при завръщането си в атмосферата да се тества топлинния щит в екстремни условия.

## Полет
Стартът е осъществен на 25 август 1966 в 17:15 UTC от площадка 34 в Кейп Канаверал. Целият полет протича точно според плана. Първата степен работи около две минути и половина и на височина 56 км се отделя, втората работи в продължение на седем и половина минути и изкачва космическия кораб в орбита с апогей 216 km.
Следват четири запалвания на двигателя на обслужващия модул. Първото продължило 3 минути 35 секунди и увеличава височината до 1128.6 km. По време на спускането обратно към Земята, са били извършени три други запалвания, последните две от които са с продължителност само три секунди и са направени през десет секунди. Така е проверена способността за рестартиране в безтегловност.
В атмосферата командния модул влиза със скорост от над 8900 m / s и се приземява на около 370 km от първоначално предвидената точка. Осем часа и половина по-късно е вдигнат на самолетоносача „Есекс“, клас USS Hornet.
Всички цели на мисията са постигнати, степента „S-IVB“ е доказано, че може да бъде повторно стартирана в орбита, и е в състояние да изпълни полет с космически кораб „Аполо“ към Луната. Следващите изпитания са за провеждане на летателната годност на космическия кораб. За четвъртия полет на „Сатурн IB“, под името AS-204, се планирала пилотирана мисия.